# Cimbex connatus
Cimbex connatus är en stekelart som först beskrevs av Franz Paula von Schrank 1776.  Cimbex connatus ingår i släktet Cimbex, och familjen klubbhornsteklar. Arten är reproducerande i Sverige. Arten er kun funnet 21 ganger i Norge, sist funnet av Håvard Frafjord i juli i 2024

## Bildgalleri

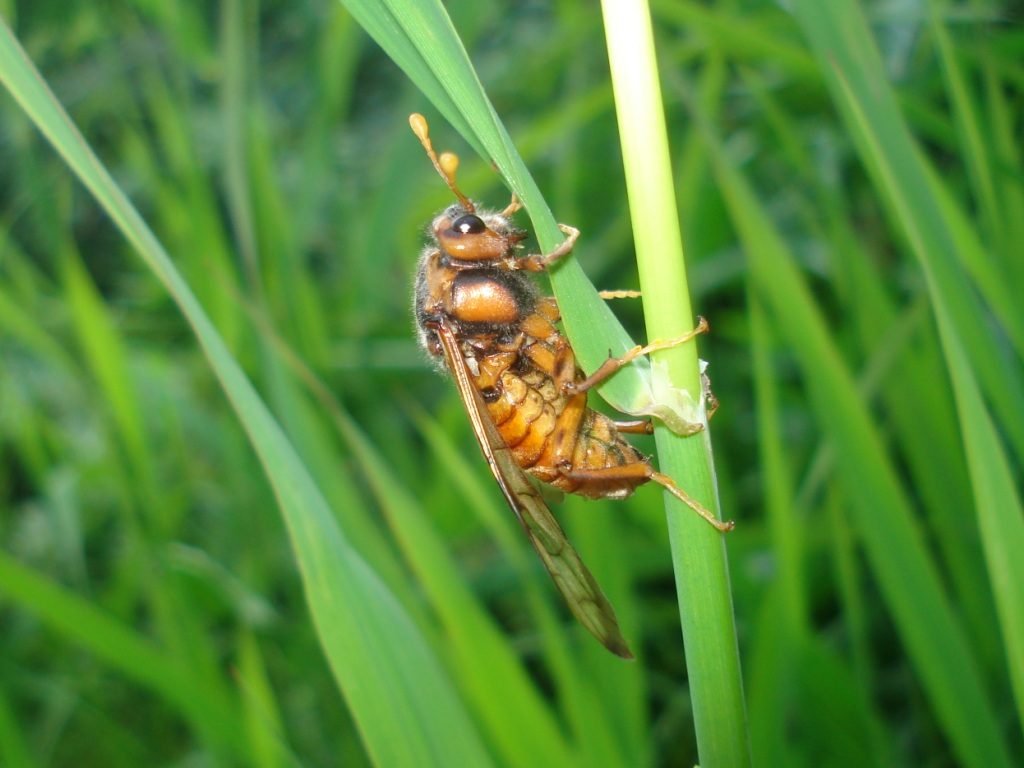
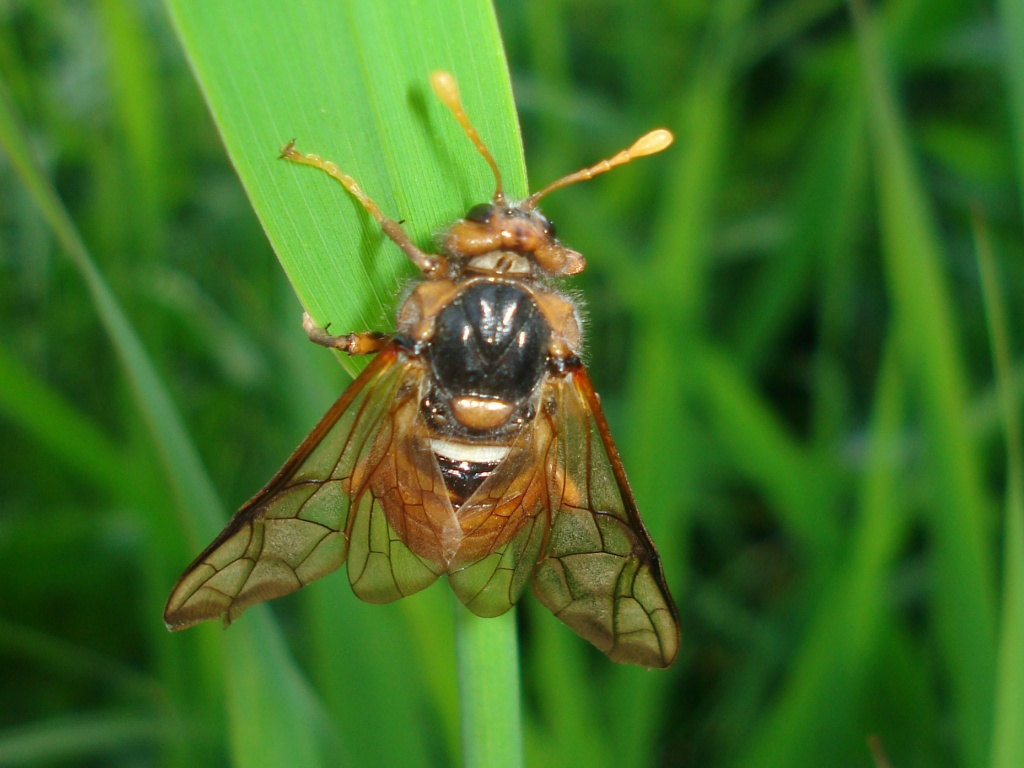
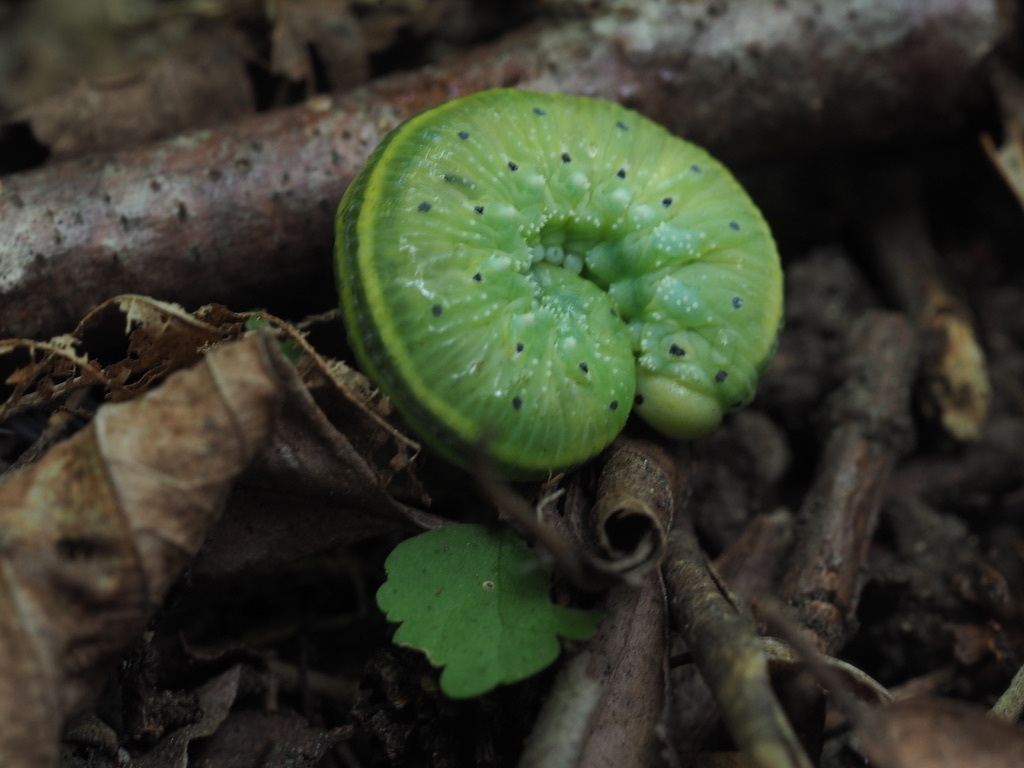